# Distocambarus youngineri
Distocambarus youngineri är en kräftdjursart som beskrevs av Hobbs och Carlson 1985. Distocambarus youngineri ingår i släktet Distocambarus och familjen Cambaridae. IUCN kategoriserar arten globalt som sårbar. Inga underarter finns listade i Catalogue of Life.